# Nor-Am Cup 1992
La Nor-Am Cup 1992 fu la 17ª edizione della manifestazione organizzata dalla Federazione Internazionale Sci.
In campo maschile lo statunitense Casey Puckett si aggiudicò sia la classifica generale sia quella di slalom gigante; il canadese Roman Torn vinse quella di discesa libera, lo statunitense Erik Schlopy quella di supergigante e il tedesco Bernhard Bauer quella di slalom speciale. Lo statunitense Jeremy Nobis era il detentore uscente della Coppa generale.
In campo femminile la statunitense Picabo Street si aggiudicò la classifica generale; la canadese Kendra Kobelka vinse quella di discesa libera e le statunitensi Hilary Lindh, Katherine Davenport e Kristina Koznick rispettivamente quelle di supergigante, di slalom gigante e di slalom speciale. La Street era la detentrice uscente della Coppa generale.